# Vicente Casanova y Marzol
Vicente Casanova y Marzol (16. dubna 1854, Borja – 23. října 1930, Zaragoza) byl španělský římskokatolický duchovní, arcibiskup granadský a kardinál.

## Život
Narodil se 16. dubna 1854 v Borje jako syn Nicoláse Casanovy Miguela a Clary roz. Marzol Foncillas.
Studoval v semináři v Zaragoze a v semináři v Madridu. Roku 1882 získal na Valencijské univerzitě. licenciát z teologie. Roku 1881 byl vysvěcen na kněze. Působil v pastorační službě v diecézi Tarazona, v obci Maluenda a ve městě Alfaro. Poté byl mnoho let knězem ve farnosti Nuestra Señora del Buen Consejo v Madridu.
Dne 19. prosince 1907 jej papež Pius X. jmenoval biskupem diecéze Almería. Biskupské svěcení přijal 25. března 1908 v kostele svatého Isidora v Madridu z rukou apoštolského nuncia ve Španělsku arcibiskupa Antonia Vica a spolusvětiteli byli biskup José María Salvador y Barrera a biskup Julián de Diego y García Alcolea.
Dne 7. března 1921 jej papež Benedikt XV. ustanovil metropolitním arcibiskupem granadským.
Dne 30. března 1925 jej papež Pius XI. na konzistoři jmenoval kardinálem. Jako titulární kostel mu byl přidělen Santi Vitale, Valeria, Gervasio e Protasio. Kardinálský biret a titul si převzal 17. prosince 1925.
Zemřel nečekaně 23. října 1930 v Zaragoze, když se účastnil Druhého národního kongresu katecheze. Pohřben byl v katedrále v Granadě.